# Queendomino
Queendomino ist ein Legespiel, das vom französischen Spieleautor Bruno Cathala entworfen wurde. Es erschien im September 2017 bei Blue Orange Games und im Pegasus Spiele Verlag. Queendomino ist der Nachfolger des Spiels Kingdomino. Es ist geeignet für 2–4 Personen ab 8 Jahren und dauert pro Spielerunde etwa 20–40 Minuten.

## Thema des Spiels und Ausstattung
Bei Queendomino handelt es sich um das Nachfolgespiel von Kingdomino und basiert ebenfalls auf dem klassischen Dominospiel. Das Ziel des Spiels ist es, mit den verfügbaren Lege- und Gebäudeplättchen das eigene Königreich so auszubauen, dass es möglichst große Flächen mit jeweils möglichst vielen Kronenplättchen aufweist und somit das wertvollste unter den Königreichen ist, wobei ein Königreich immer 5 × 5 Felder oder 7 × 7 Felder groß ist (je nach Spielvariante).
Die Dominosteine bilden auf der Vorderseite in bunten Farben 7 verschiedene Landschaftstypen ab (Feld, Wiese, Sumpf, Gebirge, See, Stadt), auf der Rückseite sind sie nummeriert.
Die Ausstattung des Spieles enthält folgende Komponenten:
- 4 Startsteine
- 4 3D-Schlösser
- 48 Dominosteine
- 32 Gebäudeplättchen
- 8 Könige
- 22 schwarze Ritter
- 15 graue Türme
- 42 Münzen
- 1 Gebäudetableau
- 1 3D-Turm
- 1 Queen
- 1 Drache
- 1 Wertungsblock
- 1 Anleitung

## Ablauf des Spiels

### Spielvorbereitung
Zu Beginn des Spiels wird der, mit den Dominosteinen gefüllte, Spielturm an den Rand des Spielfelds gestellt. Das Gebäudetableau und die dazugehörigen Gebäudeplättchen werden in der Mitte des Spielfelds platziert. Queen und Drache werden an die Enden des Gebäudetablaus gestellt, die Münzen, Ritter und Türme als allgemeiner Vorrat ausgelegt.
Dann erhalten alle jeweils ein Startplättchen und ein Schloss, welches auf dem Plättchen platziert wird und eine Spielfigur (bei der 2-Personen-Variante sind es zwei Spielfiguren), sowie eine Ritterfigur und 3 Münzen im Wert von 7 der Spielwährung.
Nun werden 4 Dominosteine aus der unteren Öffnung des Turms gezogen und mit den nummerierten Seiten nach oben ausgelegt, wobei sie von unten nach oben mit aufsteigenden Zahlen angeordnet werden. Dann werden die Dominosteine umgedreht.
Alle Spielsteine werden von einer Person in die Hand genommen und geschüttelt. Welche Spielfigur zuerst herausfällt bestimmt, wer das Spiel beginnt. Diese Figur wird dann auf einen der Dominosteine gestellt. Dann wird im Uhrzeigersinn ein Plättchen gewählt und mit der eigenen Spielfigur markiert (bei der 2-Personen-Variante wird die Startfigur auf eins der Plättchen gestellt, die nächste Person darf dann beide Figuren nacheinander abstellen, und zuletzt bekommt der Startspieler den übriggebliebenen Dominostein).
Sobald alle Königfiguren gesetzt wurden, werden weitere vier Plättchen gezogen und in aufsteigender Reihenfolge ausgelegt und umgedreht.

### Spielablauf
Jetzt wird reihum das gewählte Dominoplättchen genommen und passend an das eigene Königreich angelegt. Nachdem das geschehen ist, gibt es 3 optionale Spielzüge. Zuerst können die Ritterfiguren (höchstens zwei auf einmal) gelegt werden, um Steuern einzutreiben und Münzen zu erhalten. Als Nächstes kann ein Gebäude errichtet werden, sofern ein entsprechender Bauplatz (Stadtplättchen) und ausreichend Münzen vorhanden sind. Möchte man verhindern, dass jemand in den folgenden Zügen ein bestimmtes Gebäude bekommt, kann man die Drachenfigur bestechen und so dafür sorgen, dass eines der ausliegenden Gebäude zerstört wird. Die Gebäude haben unterschiedliche Punktewertungen oder Zusatzfunktionen. Bei einigen der Gebäude erwirbt man beim Kauf automatisch Ritterfiguren und/oder Türme. Wer im Besitz der meisten Türme ist, wird zudem von der Queen Spielfigur besucht. Die Kosten für die ab dann gekauften Gebäude reduzieren sich dadurch um jeweils eine Münze.
Der letzte Spielzug in der Runde ist wieder, die eigene Figur auf eines der vier Dominoplättchen der nächsten Reihe zu legen.
Als Nächstes ist die Person dran, deren Figur auf dem Plättchen mit der nächsthöheren Zahl steht.
Die Steine müssen immer so angelegt werden, dass sie entweder an den Kanten des Startplättchens anliegen oder, wie beim klassischen Domino, zumindest mit einem der beiden Felder des Steins mit zumindest einer Seite an einen identischen Landschaftstyp eines anderen Steins deines angrenzen. Die zweite Seite muss nicht passend angrenzen. Außerdem muss immer so gelegt werden, dass das Spielfeld am Ende ein 5 × 5, bzw. 7 × 7 großes Feld ergibt. Kann ein Stein aus einem dieser Gründe nicht angelegt werden, so wird er aus dem Spiel entfernt.

### Spielende und Auswertung
Das Spiel ist zu Ende, wenn alle Plättchen angelegt wurden und auch der letzte Zug mit seinen Optionen beendet ist. Wo zu diesem Zeitpunkt die Queen zu Besuch ist, wird sie auf die größte, zusammenhängende Fläche gestellt und zählt dort als zusätzliche Krone.
Zur Auswertung werden nun Prestigepunkte ermittelt, indem zuerst die Münzen gezählt werden. 3 verbliebene Münzen ergeben dann einen Prestigepunkt. Dann werden jeweils alle Felder eines Landschaftstyps gewertet. Hierbei wird immer die Anzahl der jeweiligen, zusammenhängenden Felder mit der Anzahl der darauf befindlichen Kronen multipliziert. Zuletzt werden noch die Felder mit Gebäuden gewertet. Hier gibt es unterschiedliche Wertungstypen. Diese können den Plättchen entnommen werden.
Alle Prestigepunkte werden nun im Wertungsblock eingetragen und addiert. Wer die meisten Punkte hat, gewinnt die Partie.

### Varianten
Verheiratet man Kingdomino und Queendomino, ergeben sich zwei weitere Spielvarianten:
- Wettstreit der Könige: auch 3 oder 4 Spieler können nun 7 × 7 große Felder errichten, bzw. größere Gruppen können die 5 × 5 Variante spielen.
- Mit vereinten Kräften: 6 oder 8 Personen können in 3, bzw. 4 2-er Teams spielen.

## Belege
1. ↑  https://pegasusshop.de/Sortiment/Spiele/Familienspiele/714/Queendomino